# Zespół LEOPARD
Zespół LEOPARD (ang. LEOPARD syndrome) – rzadki, uwarunkowany genetycznie, dziedziczony autosomalnie dominująco zespół wad wrodzonych, spowodowany w większości przypadków mutacją w niereceptorowym genie PTPN11 kodującym białko fosfatazy tyrozynowej. Mutacje w tym samym genie odpowiadają za część przypadków zespołu Noonan; są to zatem schorzenia alleliczne. Nazwa zespołu jest akronimem utworzonym z pierwszych nazw głównych objawów choroby w języku angielskim: plam soczewicowatych na skórze (Lentiginosis), nieprawidłowego obrazu EKG (ECG), hiperteloryzmu ocznego (Ocular hypertelorism), zwężenia ujścia płucnego (Pulmonary stenosis), nieprawidłowości narządów płciowych zewnętrznych (Abnormal genitalia), zahamowania wzrostu (Retardation of growth) i czuciowo-nerwowej utraty słuchu (Deafness). U jednego pacjenta może występować kilka z tych objawów.

## Historia i nazewnictwo
Jako pierwsi opisali ten zespół Zeisler i Becker w 1936 roku, u 24-letniej kobiety z mnogimi plamami soczewicowatymi, kurzą klatką piersiową, hiperteloryzmem i prognatyzmem. Inne wczesne opisy choroby były autorstwa E.J. Moynahana oraz Arnolda J. Capute’a i wsp. Robert J. Gorlin, Roy C. Anderson i Michael Blaw w 1969 roku w przeglądzie piśmiennictwa wskazali na inne cechy zespołu i zaproponowali nazwę multiple lentigines syndrome oraz mnemotechniczny skrót LEOPARD.
Inne, spotykane w piśmiennictwie nazwy to:
- cardiomyopathic lentiginosis
- progressive cardiomyopathic lentiginosis
- lentiginosis profusa
- zespół sercowo-skórny (cardio-cutaneous syndrome)
- zespół Gorlina II (Gorlin’s syndrome II)
- zespół Capute’a-Rimoina-Konigsmarka-Esterly-Richardsona (Capute-Rimoin-Konigsmark-Esterly-Richardson syndrome)
- zespół Moynahana (Moynahan syndrome).

## Epidemiologia
W literaturze przedstawiono dotąd około 200 przypadków zespołu. Przypuszczalnie faktyczna częstość choroby jest znacznie wyższa, a zespół jest niedodiagnozowany.
Zespół jest nieco częstszy u płci męskiej niż żeńskiej. Uważa się, podobnie jak w przypadku zespołu Noonan, że jest to wynik większej przeżywalności męskich homozygot względem zmutowanego w zespole LEOPARD genu.

## Etiologia

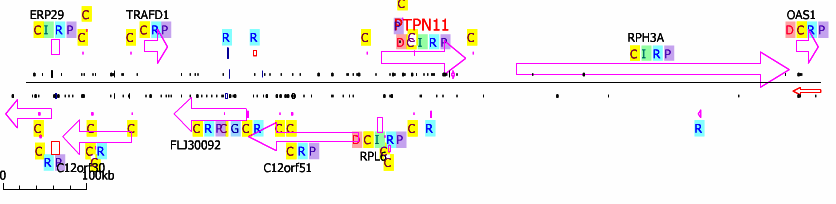
Locus PTPN11 i sąsiednich genów, strzałki wskazują kierunek transkrypcji

Zespół LEOPARD może występować sporadycznie lub rodzinnie, odziedziczony w sposób autosomalny dominujący. U około 85% pacjentów z pewnym rozpoznaniem zespołu stwierdza się mutacje missens w genie PTPN11 w locus 12q24.1. U około 3% pacjentów stwierdza się mutacje w innym genie, RAF1 w locus 3p25 [OMIM*164170]. Mutacje mają charakter missens i dotyczą eksonów 7, 14 i 17 tego genu. Gen PTPN11 koduje białko fosfatazy białkowej SHP2 zawierającej domenę SH2 (SRC homology 2), charakteryzujące się dwiema ułożonymi tandemowo domenami SH2 (N-SH2 i C-SH2) i jedną domeną fosfatazy tyrozynowej. Białko SHP2 działa w komórce jako cytoplazmatyczny przekaźnik sygnału pośredniczący w działaniach wielu receptorów dla hormonów, cytokin i czynników wzrostu, szczególnie w szlakach zależnych od kinaz aktywowanych przez RAS (kinazy MAPK). Według danych z 2008 roku znanych jest 11 różnych mutacji missens w genie PTNP11 związanych z zespołem LEOPARD, w eksonach 7, 12 i 13 (Tyr279Cys/Ser, Ala461Thr, Gly464Ala, Thr468Met/Pro, Arg498Trp/Leu, Gln506Pro i Gln510Glu/Gly), z czego dwie (Tyr279Cys i Thr468Met) występują w około 65% przypadków. Germinalne mutacje w genie PTPN11 występują też w 40–50% przypadków zespołu Noonan i zespołu Noonan-like/Multiple Giant Cell lesions. Jak dotąd, znane mutacje wydają się być charakterystyczne dla każdego z tych dwóch zespołów, przedstawiając wyraźną korelację genotyp-fenotyp.
Zespół LEOPARD należy do tzw. zespołów nerwowo-sercowo-twarzowo-skórnych (neuro-cardio-facial-cutaneous syndromes), tak jak najczęstszy w tej grupie chorób zespół Noonan. Zespoły NCFC (oprócz dwóch wspomnianych, jeszcze nerwiakowłókniakowatość typu 1, zespół Costello i zespół sercowo-twarzowo-skórny) są spowodowane mutacjami genów kodujących białka szlaku sygnalizacyjnego Ras. Fenotypy tych zespołów są zbliżone, z objawami skórnymi, wadami serca, kośćca i narządów płciowych, cechami dysmorficznymi twarzy i różnego stopnia opóźnieniem umysłowym. (patrz: Rozpoznanie różnicowe).

## Objawy i przebieg

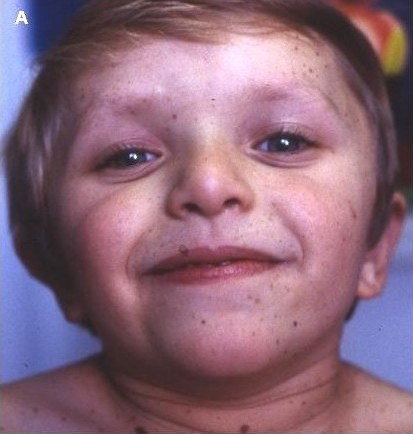
Pięcioletnia dziewczynka z zespołem LEOPARD. Widoczne cechy zespołu: mnogie plamy soczewicowate, plamy cafè-au-lait i cechy dysmoficzne: hiperteloryzm, ptoza, nisko osadzone dysmorficzne małżowiny uszne. Niebieskie tęczówki są częste w tym zespole

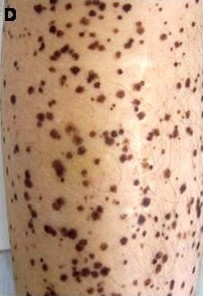
Bardzo liczne plamy soczewicowate na skórze podudzia u 37-letniego mężczyzny z zespołem LEOPARD

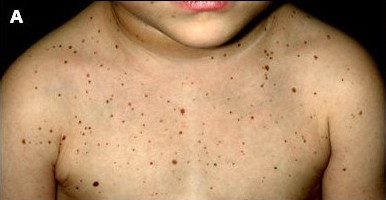
Plamy soczewicowate u dwulatka z zespołem LEOPARD, widoczna również płetwistość szyi

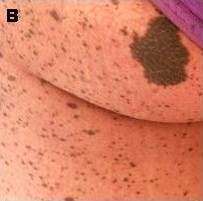
Duża plama cafè-au-lait u 28-letniej pacjentki z zespołem LEOPARD

Na fenotyp zespołu LEOPARD składają się:
- niskorosłość (mniej niż 50%[19])
- opóźnienie wzrostu w okresie postnatalnym (noworodki mają prawidłową masę urodzeniową, niekiedy powyżej 97. percentyla)[19]
- cechy dysmorficzne twarzy określa się jako podobne do zespołu Noonan, ale łagodniej nasilone[19][20]. Są to:
  - prognatyzm
  - trójkątna twarz
  - antymongoloidalne ustawienie szpar powiekowych
  - guzy skroniowe
  - wydatne małżowiny uszne
  - nisko osadzone małżowiny uszne
  - uszy zrotowane do tyłu
  - hiperteloryzm oczny, praktycznie w 100% przypadków[6]
  - ptoza (rzadziej)
  - grube wargi (rzadziej)
  - zmarszczki nakątne
  - wyraźnie zaznaczone fałdy nosowo-wargowe
  - przedwczesne zmarszczki skóry u dorosłych pacjentów
  - szeroki, płaski nos
- czuciowo-nerwowa utrata słuchu (15–25%[1][9][19]), rozpoznawana zwykle po urodzeniu lub w dzieciństwie, rzadziej rozwija się w ciągu życia[6]
- płetwistość szyi lub nadmiar skóry karku (37%)[21]
- krótka szyja
- zez
- rozszczep podniebienia
- hiposmia
- wady serca (około 85%)[19][22]
  - zastawkowa stenoza płucna (40%)[18]
  - kardiomiopatia przerostowa (20%), o początku zwykle poprzedzającym pojawienie się plam soczewicowatych
  - zwężenie podzastawkowe aorty
  - ubytki przegrody międzyprzedsionkowej lub międzykomorowej (rzadziej)
  - wypadanie płatka zastawki mitralnej (rzadziej)
  - wady naczyń wieńcowych (rzadziej)
  - zwężenie drogi odpływu prawej lub lewej komory
  - śluzak przedsionka (rzadko)
- nieprawidłowości elektrokardiograficzne (około 75%)[6]:
  - lewogram patologiczny (-60 do -120°)
  - całkowity blok serca
  - bloki odnóg pęczka Hisa
- wady układu kostnego
  - odstające łopatki
  - klatka piersiowa szewska
  - klatka piersiowa kurza
  - hiperteloryzm brodawek sutkowych (teletelia)
  - nieprawidłowa liczba żeber
  - kifoskolioza
  - utajony rozszczep kręgosłupa
  - łokcie koślawe
  - ograniczenie ruchomości w stawie łokciowym
  - nadmierna ruchomość w stawach
- wady układu moczowo-płciowego:
  - spodziectwo (50%)
  - mikropenis
  - wnętrostwo jedno- lub obustronne (50%)[6]
  - hipoplastyczne lub aplastyczne jajniki
  - jednostronna agenezja nerki, nerka podkowiasta (rzadko)[7][17][20]
- zmiany skórne i w obrębie przydatków skóry:
  - ciemne plamy soczewicowate średnicy 1–5 mm (do 5 cm)[18], przede wszystkim na karku i tułowiu, pojawiające się w niemowlęctwie i wczesnym dzieciństwie, zwiększające swoją liczbę z wiekiem
  - plamy soczewicowate mogą nie występować
  - plamy cafe au lait (38%[18])
  - miejscowa hipopigmentacja skóry (rzadko)[23]
  - nadmiar skóry między palcami[18]
  - steatocystoma multiplex (pojedyncze przypadki)[24]
  - nadmierna wiotkość skóry[18][24][25]
  - nieprawidłowości dermatoglifów[18]
- trudności poznawcze lub łagodne opóźnienie umysłowe (około 30%[19])
- późna menarche
- opóźnione pokwitanie
- predyspozycja do nowotworów i schorzeń hematologicznych:
  - mielodysplazja (pojedyncze przypadki)[6]
  - ostra białaczka mielomonocytowa (pojedyncze przypadki)[26]
  - neuroblastoma (pojedyncze przypadki)[27]
  - czerniak złośliwy (pojedyncze przypadki)[28]
  - obustronne choristomata rogówki (pojedyncze przypadki)[29].

## Rozpoznanie
Zaproponowano kryteria rozpoznania zespołu LEOPARD (Voron et al., 1976)
1. Plamy soczewicowate + dwie inne cechy zespołu
2. Członek rodziny z rozpoznaniem LS + przynajmniej trzy cechy zespołu (w przypadku braku plam soczewicowatych).

### Rozpoznanie różnicowe
- zespół Turnera
- zespół Watsona
- zespół sercowo-twarzowo-skórny (CFCS)
- zespół Costello
- zespół NAME
- zespół Peutza-Jeghersa
- zespół NFNS (zespół neurofibromatoza-Noonan)
- zespół Williamsa.

## Leczenie
Zalecane postępowanie w zespole LEOPARD, prowadzenie i leczenie pacjentów w wielu punktach jest takie samo jak w zespole Noonan. Wyjściowe badanie po postawieniu rozpoznania powinno obejmować kompletne badanie fizykalne, specjalistyczną ocenę kardiologiczną, urologiczną, neurologiczną oraz audiologiczną. Zaleca się badanie molekularne w kierunku mutacji PTPN11 i RAF1.
Dalsze postępowanie zależy od fenotypu pacjenta:
- w przypadku nieprawidłowości układu krążenia, zaleca się okresowe kardiologiczne badanie kontrolne. W innych przypadkach wystarcza badanie raz do roku
- przypadki ciężkiej dysplazji aparatu zastawkowego mogą być wskazaniem do walwulotomii albo walwulektomii[22]
- pacjenci z kardiomiopatią przerostową powinni być prowadzeni według odpowiednich algorytmów opracowanych dla pacjentów z HCM[6][31]
- u chorych z dużym gradientem ciśnień między lewą komorą a aortą zaleca się farmakoterapię beta-blokerami lub blokerami kanału wapniowego
- w przypadku niepowodzenia leczenia farmakologicznego należy rozważyć leczenie operacyjne
- przypadki nagłych zgonów sercowych u pacjentów z HCM skłaniają ku wnikliwej ocenie ryzyka oraz wdrożenia odpowiedniej profilaktyki
- leczenie bloków przewodzenia tak jak w populacji ogólnej, ocena EKG raz na rok
- ocena audiologiczna raz na rok przed osiągnięciem dorosłości, aparat słuchowy lub implant ślimakowy w razie potrzeby[6]
- do rozważenia terapia hormonem wzrostu w przypadku niedoboru wzrostu w dzieciństwie
- w przypadku mnogich plam soczewicowatych, zaleca się ochronę anty-UV-A i UV-B
- większość dorosłych pacjentów z zespołem LEOPARD nie wymaga specjalistycznej opieki lekarskiej, a rokowanie jest dobre.